# Мухарський Дмитро Олександрович
Дмитро Олександрович Мухарський (29 червня 1932, Київ, Українська РСР, СРСР — 31 жовтня 2021, Київ, Україна) — український режисер, професор, лауреат і переможець кінофестивалів. Режисер-постановник та автор сценаріїв десятків міжнародних, республіканських, всеукраїнських фестивалів і свят. Заслужений артист УРСР (1990), Народний артист України (1998).

## Біографічні дані
Народився 29 червня 1932 року у Києві.
У 1964 році закінчив Київський державний університет імені Тараса Шевченка, вокальний факультет Київської державної консерваторії ім. П. І. Чайковського (один з останніх учнів Марії Литвиненко-Вольгемут), навчався в Київському державному інституті театрального мистецтва імені І. Карпенка-Карого на факультеті акторської майстерності Олександра Соломарського.
Працював в Укрдержконцерті, був солістом відомого вокального ансамблю «Мрія», був солістом у Київській філармонії. З 1972 по 1977 роках був солістом і режисером Ансамблю пісні і танцю групи Радянських військ в Німеччині. З цим колективом Д. Мухарський гастролював з концертами в різноманітних містах Німеччини, почасти разом із популярними зірками того часу — музичним квартетом «ABBA», Мірей Матьє, Карелом Ґоттом, Бісером Кіровим, Іржи Корном, Діном Рідом та ін. Саме там він пройшов першу «школу» практичної режисури. Попри власні авторські проєкти різних концертів, де молодий режисер виявляв оригінальність мислення і неабияку фантазію, він мав змогу бачити і брати участь у святкових заходах на честь міст, місцевої преси, що на той час вже мали сталі традиції в Європі. Україна побачила цю практику набагато пізніше. Одним з перших режисерів, який започаткував подібні заходи в Україні, був Дмитро Мухарський.

Могила Дмитра Мухарського, Байкове кладовище

У 1980 року очільник «Укрдержконцерту» Олексій Компанієць запрошує Д. Мухарського на посаду режисера-постановника масових дійств (у відділ «Фестивалі»). П'ятьма роками пізніше народний артист України Борис Шарварко запросив Д. Мухарського на посаду режисера-постановника Всеукраїнського центру фестивалів та концертних програм. З 2002 р. був художнім керівником та режисером-постановником Всеукраїнського центру фестивалів та концертних програм.
Був професором Луганської державної академії культури і мистецтв. Викладав студентам особливості режисури масових дійств, презентував свої найвідоміші кінороботи.
Як згадував Петро Чуприна, генеральний директор і художній керівник Національної опери України, «Дмитро Олександрович Мухарський — представник рідкісної професії: небагато знайдеться режисерів, які досягли такого високого рівня майстерності, що дозволяє здійснювати масові дійства, театралізовані свята на стадіонах, відкритих майданчиках, площах, вулицях, в найкращих і найбільших концертних залах України».
Помер на 90-му році життя від інсульту 31 жовтня 2021 року. Похований на Байковому кладовищі (ділянка № 33, 50°25′7.53″ пн. ш. 30°30′10.77″ сх. д. / 50.4187583° пн. ш. 30.5029917° сх. д.).

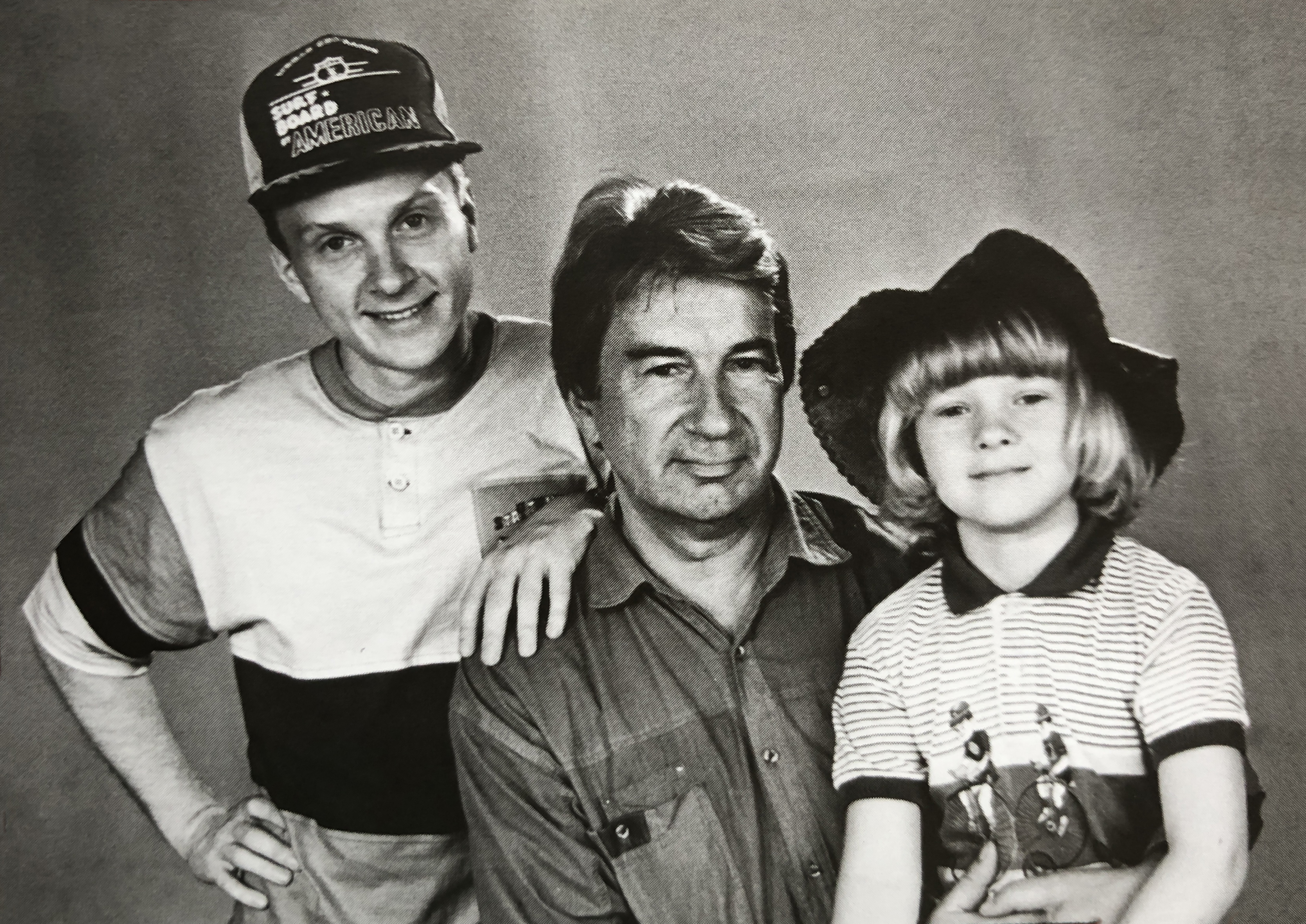
Дмитро Мухарський разом із синами Антіном і Денисом

### Сім'я
Дружина — Валентина Андріївна Мухарська, вокалістка ансамблю «Мрія», солістка Центрального ансамблю пісні і танцю групи військ у Німеччині, випускниця Київського національного університету ім. Т. Шевченка, магістр філології.
Діти:
- Мухарський Антон Дмитрович (1968), випускник Київського національного університету театру, кіно і телебачення імені Івана Карпенка-Карого, актор Національного академічного театру російської драми імені Лесі Українки, автор і телеведучий багатьох телепроєктів, музикант, письменник і громадський діяч.
- Мухарський Денис Дмитрович, випускник Національної академії керівних кадрів культури і мистецтв, режисер-постановник.

## Проєкт «Я— Бандера»
У якості автора сценарію та режисера постановника Дмитро Мухарський займався підготовкою до створення художньо-історичного фільму «Я — Бандера». Стрічка, що присвячена життю видатного борця за волю України, повинна була висвітлити багато досі невідомих біографічних відомостей про Степана Бандеру. Джерелом для цього виступали архівні документи.
Під час роботи над образом голови Організації українських націоналістів та діяльність українського визвольного руху Дмитро Мухарський самостійно досліджував праці М. Посівнича, В. Іванишигі, Є. Філя тощо. Фільм мав стати художньо-історичним, але базуватись на реальних фактах. У 2018 р. творча команда проєкту розпочала роботу над сценарієм, проте, на жаль, за відсутності фінансування була змушена припинити розробку картини.
У липні 2019 року проєкт отримав друге дихання, вигравши грант Українського культурного фонду на препродакшен. Це дозволило режисерові сформувати навколо себе команду однодумців, провести необхідні експедиції містами і селами Західної України, обрати локації для зйомок у чотирьох країнах. Відтак Дмитро Мухарський відкоригував сюжет і закінчив роботу над сценарієм. Українська композиторка Юлія Діброва написала більшу частину музики до фільму. На головні ролі було запрошено Антіна Мухарського, Богдана Бенюка та інших провідних акторів українського, польського та німецького кіно й театру.
Смерть режисера у 2021 році зупинила роботу над фільмом.

## Творчість

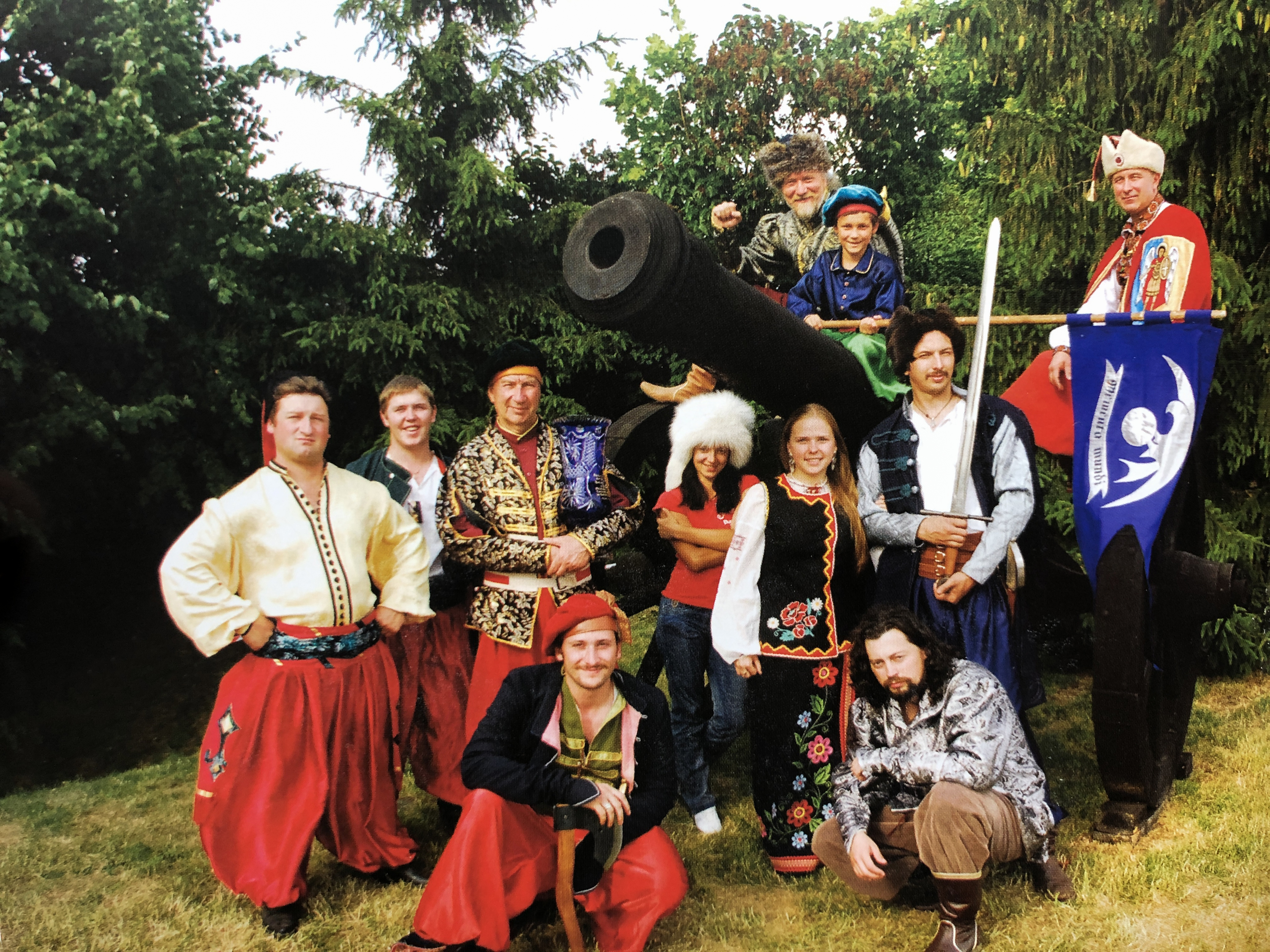
Козацький похід Чигирин-Дюнкерк. Голубська фортеця, 2008

Перелік основних творчих робіт (автор сценарію, режисер-постановник) Народного артиста України Дмитра Мухарського, починаючи з 1980 року:
- Міжнародний фестиваль мистецтв «Дружба», м. Ужгород та Закарпатська обл., в якому брали участь артисти Польщі, Угорщини, Чехословаччини, НДР, Болгарії тощо.
- Театралізовані гала-концерти майстрів мистецтв України в містах та столицях республік Радянського союзу.
- Гала-концерт для ліквідаторів ЧАЕС під час відкриття будинку культури після дезактивації, м. Чорнобиль, 23 травня 1986
- Концерти, присвячені річницям Незалежності України в Національному палаці мистецтв «Україна».
- Новорічні вистави для дітей у Національному палаці мистецтв «Україна».
- Міжнародне «Шевченківське свято», м. Чернігів (1992).
- Опера С. Гулака-Артемовського «Запорожець за Дунаєм», м. Київ, стадіон «Динамо» (1993).
- Свято на честь 50-річчя визволення Києва від німецьких військ (головний режисер батальних сцен), яке було проведено на схилах Дніпра і території меморіального комплексу біля Національного музею історії України у Другій світовій війні (листопад 1993). Тисячі учасників та десятки тисяч глядачів.
- Дні культури та мистецтва України в Білорусі, Казахстані, Узбекистані, Вірменії тощо.
- Козацькі свята на о. Хортиця до 500-річчя Запорізького козацтва.
- Фестивалі корейского, татарського, єврейського мистецтва (1995, 2005).
- Республіканський фестиваль «Слава Хмельницькому!» (1995, 2005).
- Міжнародні лицарські турніри у м. Голуб-Добжань, Польща (режисер батальних сцен).
- Театралізоване козацьке свято на честь 400-річчя від дня народження Богдана Хмельницького «Гей, літа орел», м. Чигирин.
- Театралізоване свято «1100 років Полтави» на стадіоні «Ворскла» (1999).
- Міжнародний фестиваль «Кримські зорі» (багаторазово).
- «Слов'янський базар» у Вітебську (1999—2003).
- Історичне свято «1000 років заснування м. Хотин» (2002).
- Концерти з нагоди візитів президентів Індії (1993) та Ізраїлю (2001) в Палаці мистецтв «Україна».
- Свята міст: Київ, Полтава, Суми, Миколаїв, Львів, Херсон, Нікополь, Марганець, Кривий Ріг, Луганськ (1982—2004).
- Фестивалі хореографічного мистецтва.
- Театралізована композиція опери О. Бородіна «Князь Ігор», м. Новгород-Сіверський (2004).
- Козацький похід Чигирин (Україна) — Дюнкерк (Франція), автор проєкту, головний режисер (2008).
- Урочисті свята з нагоди Різдва, Водохреща, Великодня, Покрови та багато інших.
- Автор сценарію та режисер-постановник повнометражного документального фільму «Чигирин-Дюнкерк — шляхами Запорожців» (2008), що отримав багато нагород на міжнародних фестивалях кіномистецтва[10].
- Автор сценарію та режисер короткометражного документального фільму «Ноктюрн Євромайдану» (2014), який демонструвався на екранах Болгарії, Німеччини, Польщі та Фінляндії.

## Галерея

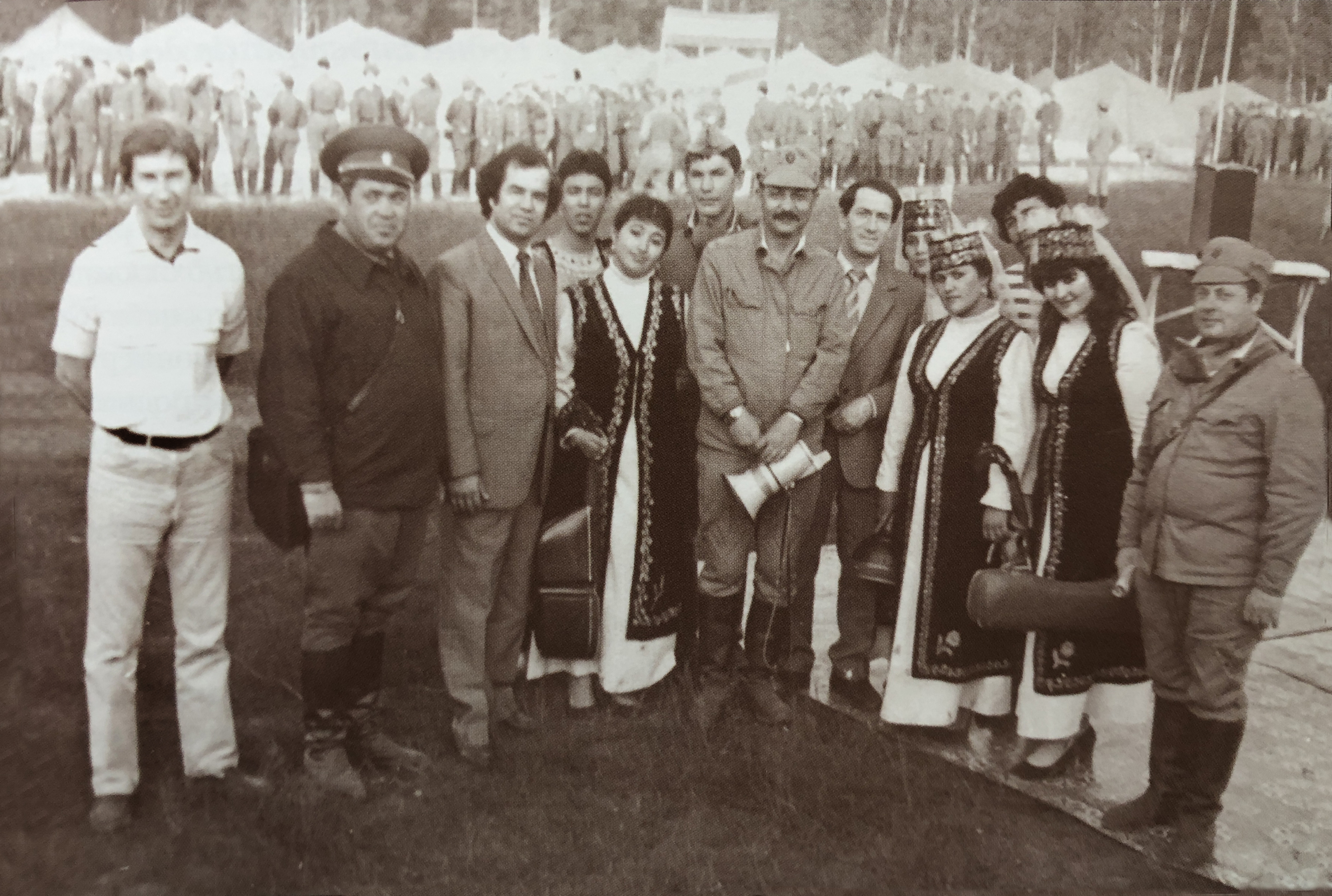
«Закрита зона». Після концерту на Чорнобильській АЕС, 23 травня 1986 р.
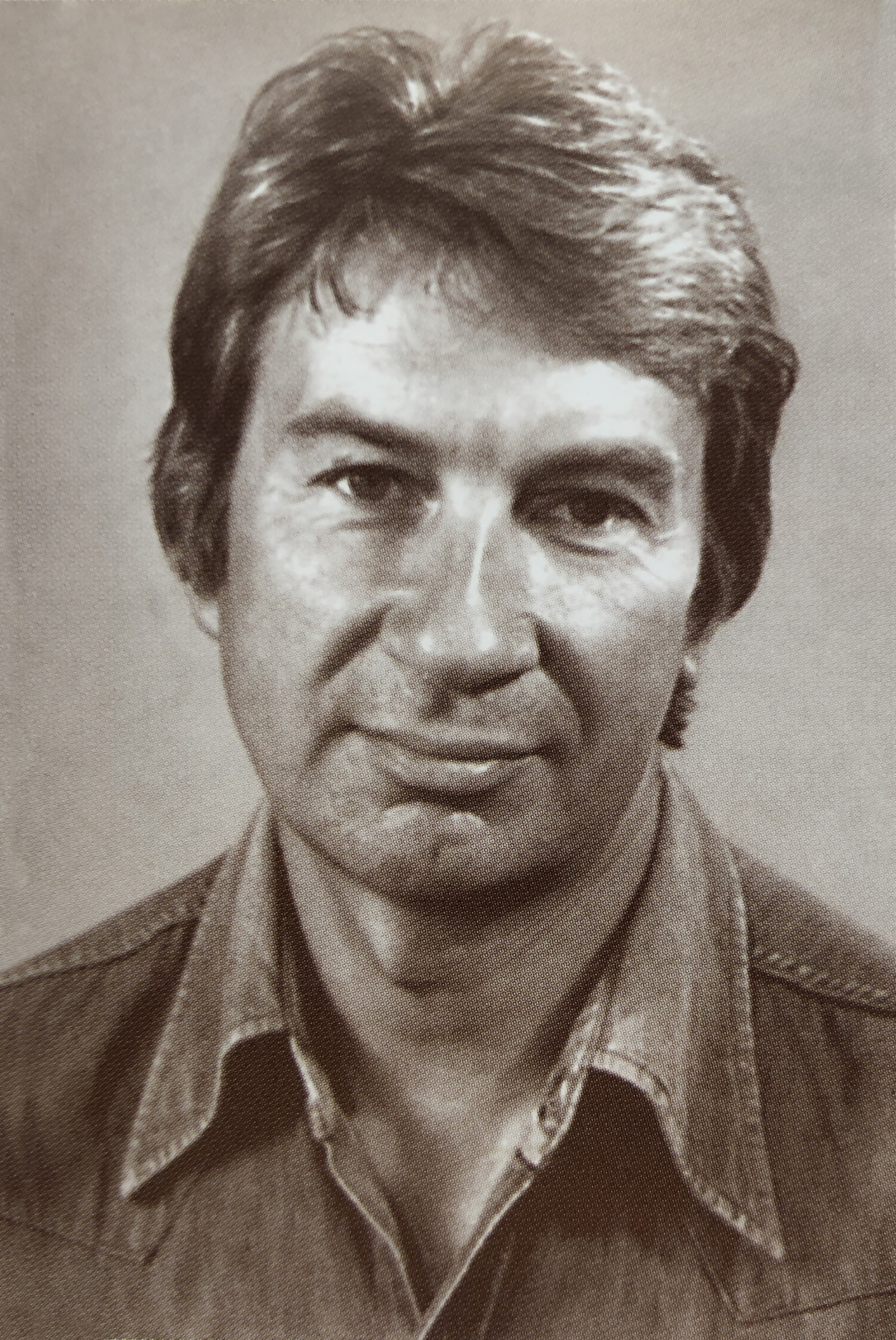
Дмитро Мухарський
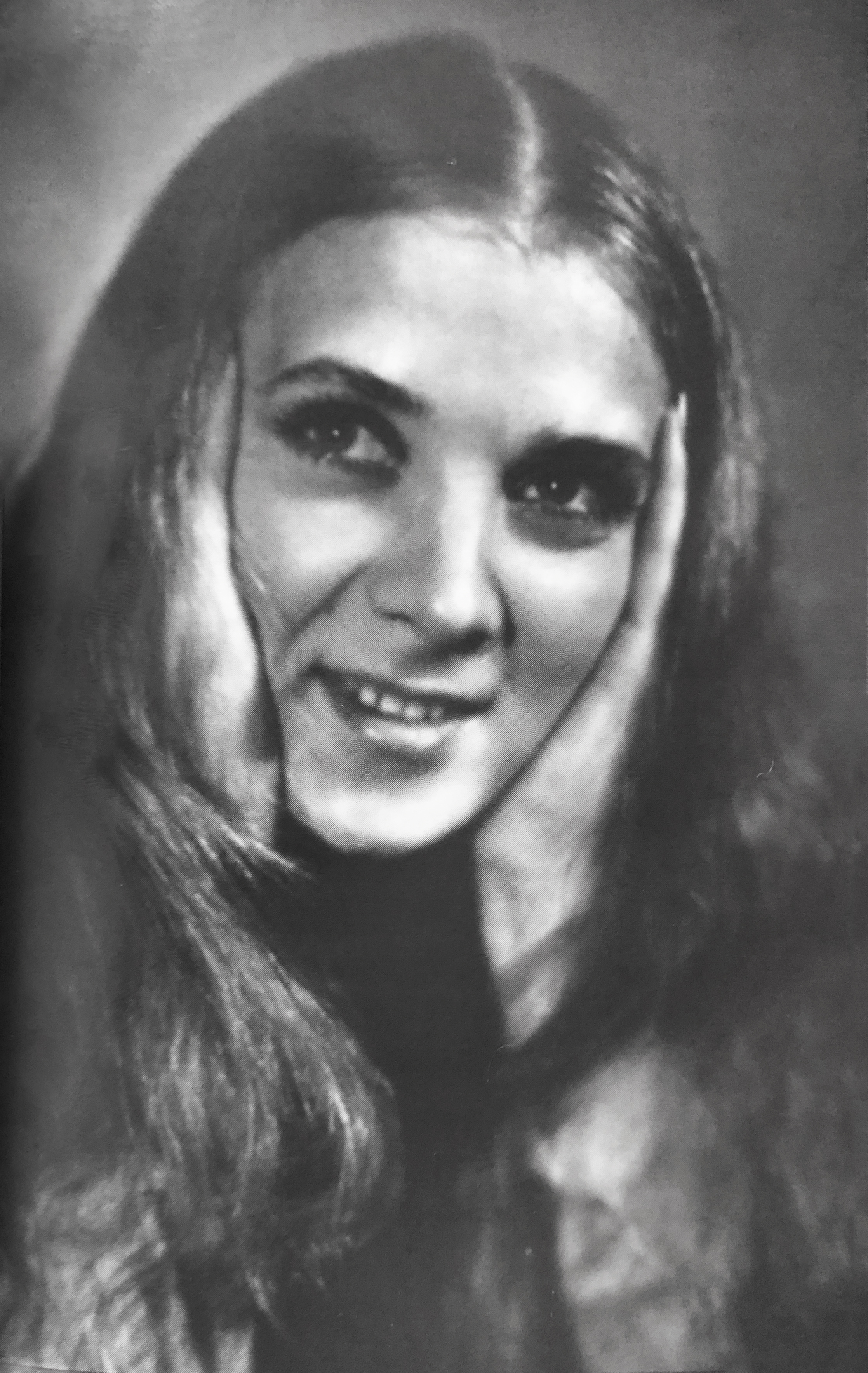
Валентина Мухарська
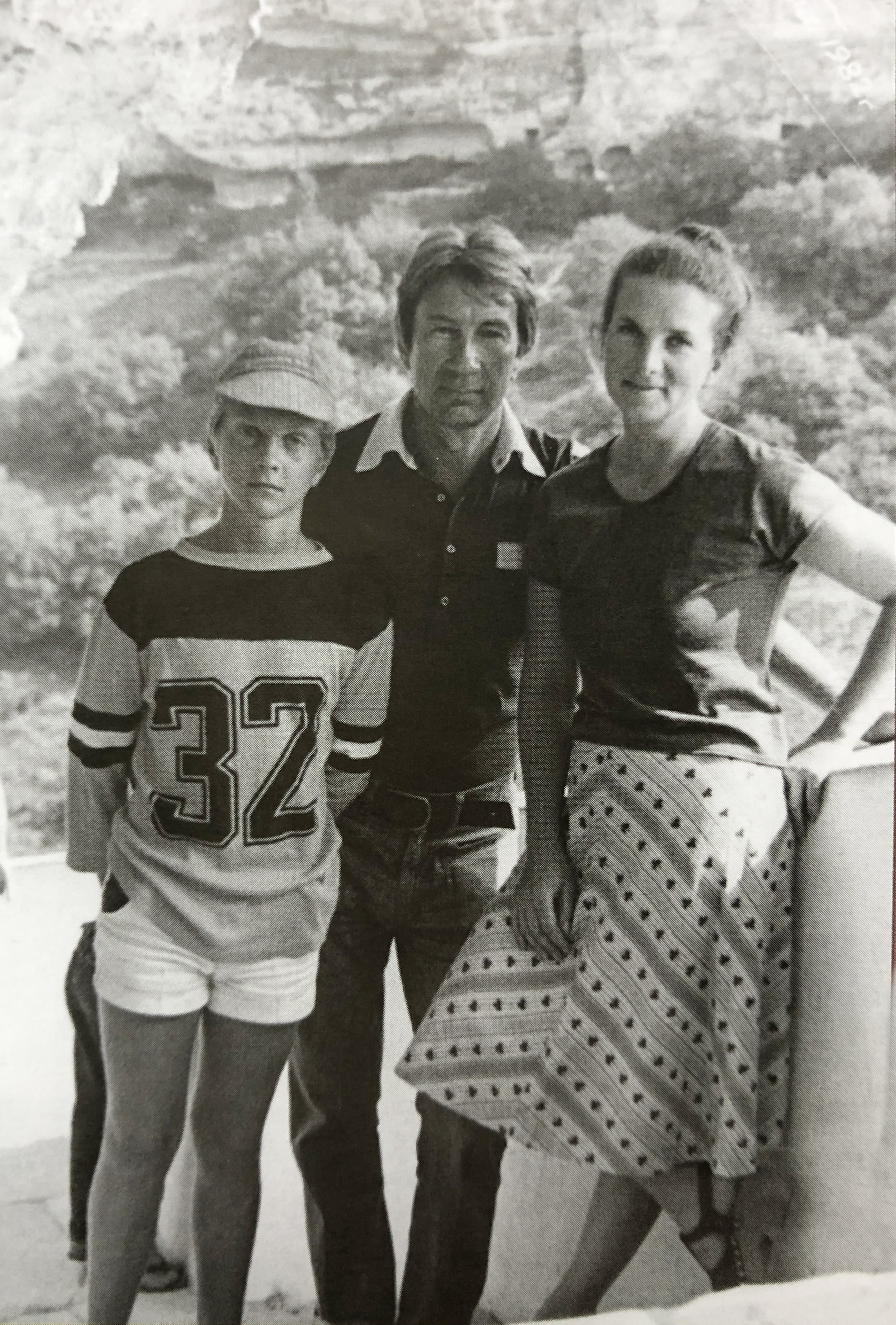
Дмитро і Валентина Мухарські разом із сином Антіном під час подорожі до Криму
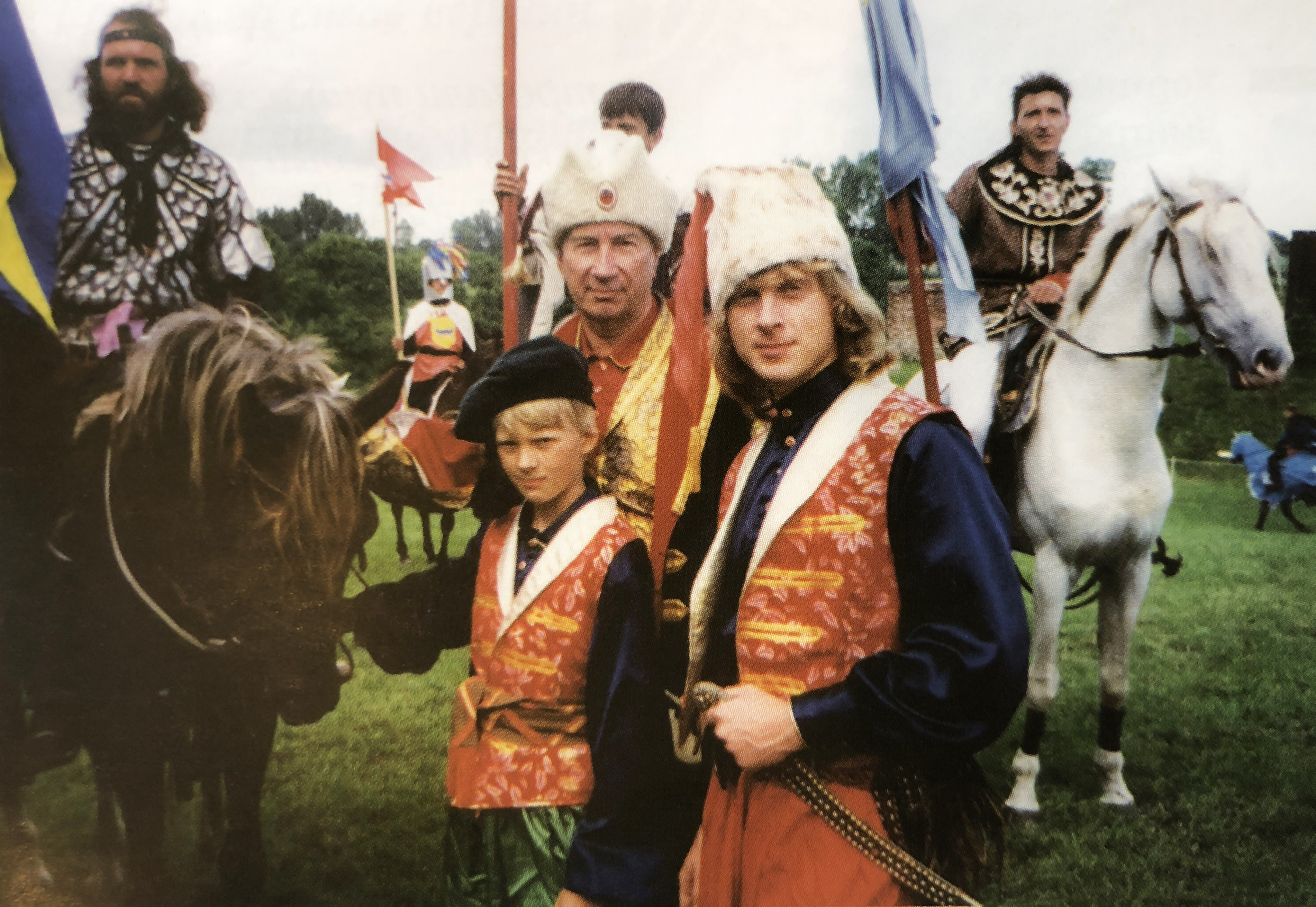
Д. Мухарський з Антоном і Денисом, Польща, 1995
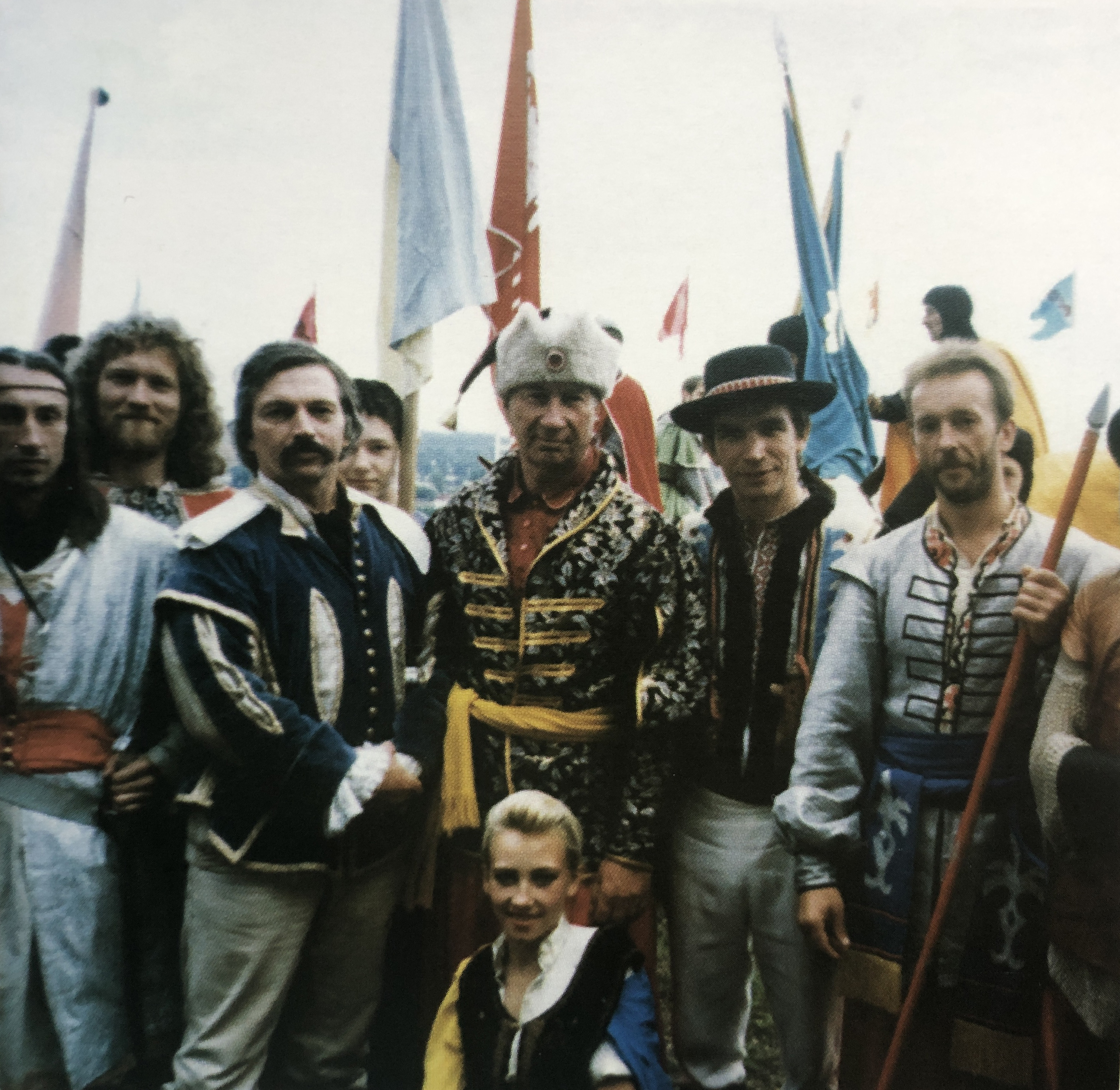
Дмитро Мухарський на лицарському турнірі в Польщі, м. Голуб-Добжань
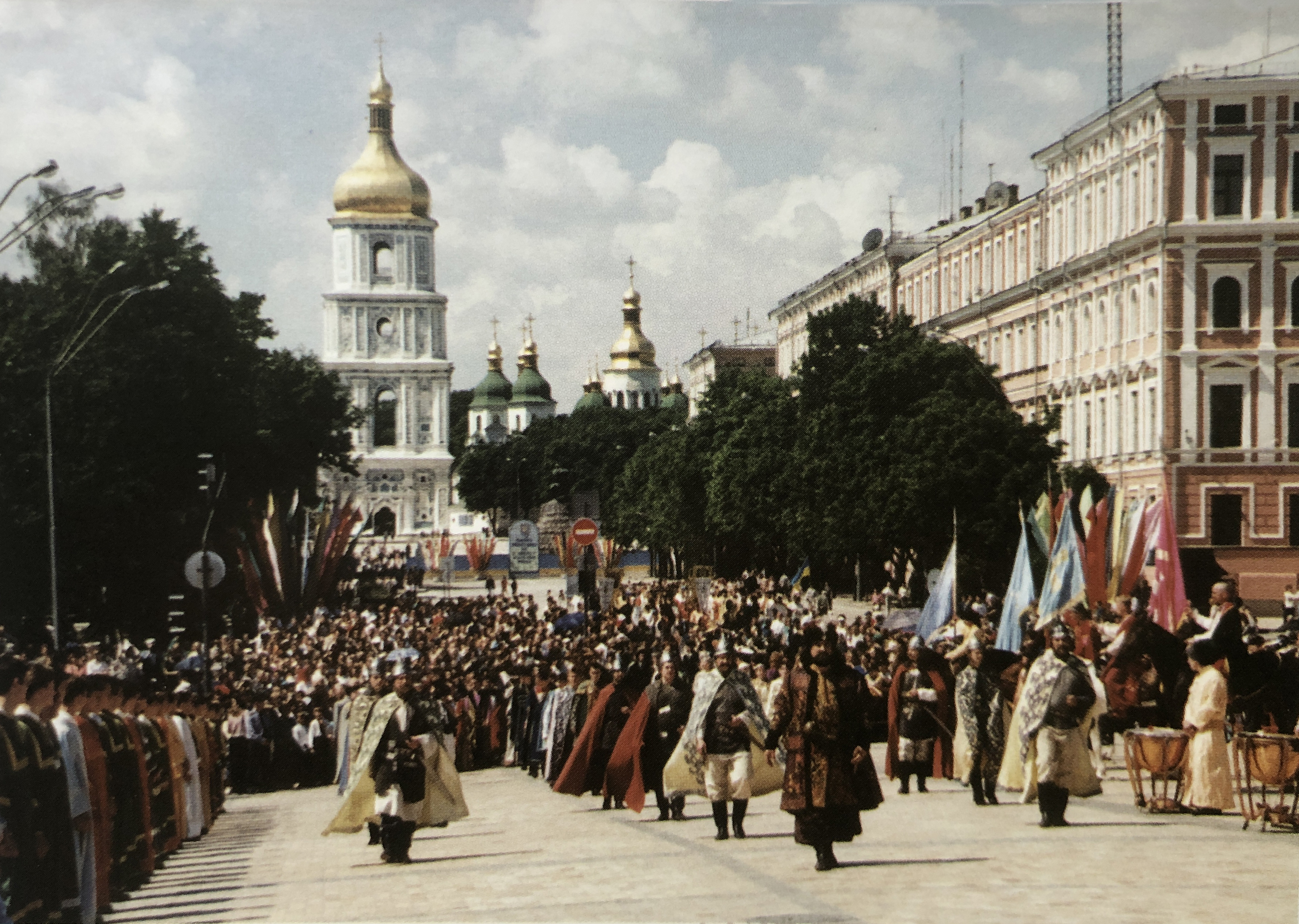
Свято відкриття Михайлівської дзвінниці, 1999 р.
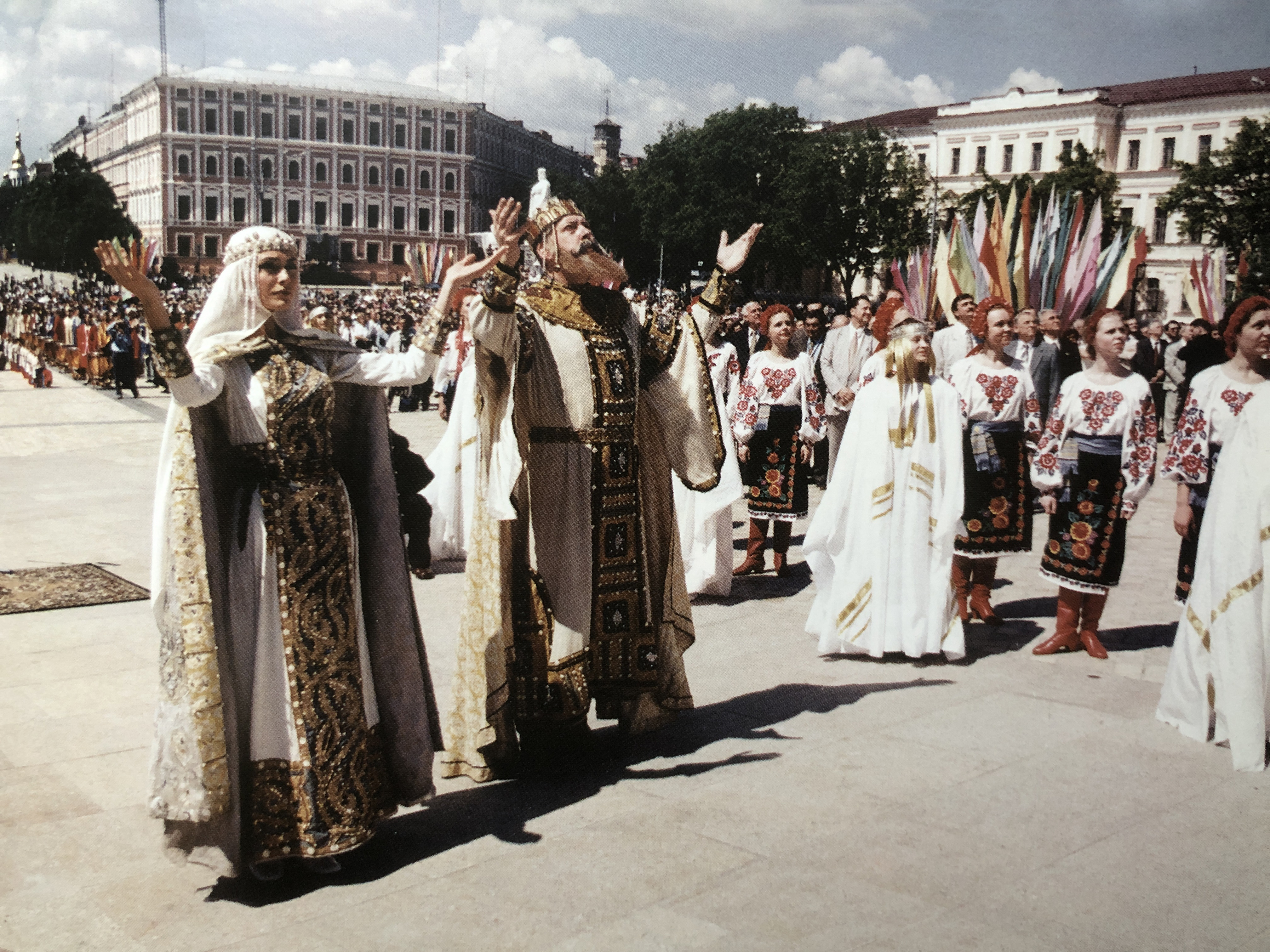
Театралізоване свято на честь відкриття заново відбудованої дзвіниці Михайлівського золотоверхого монастиря. Київ, 1999
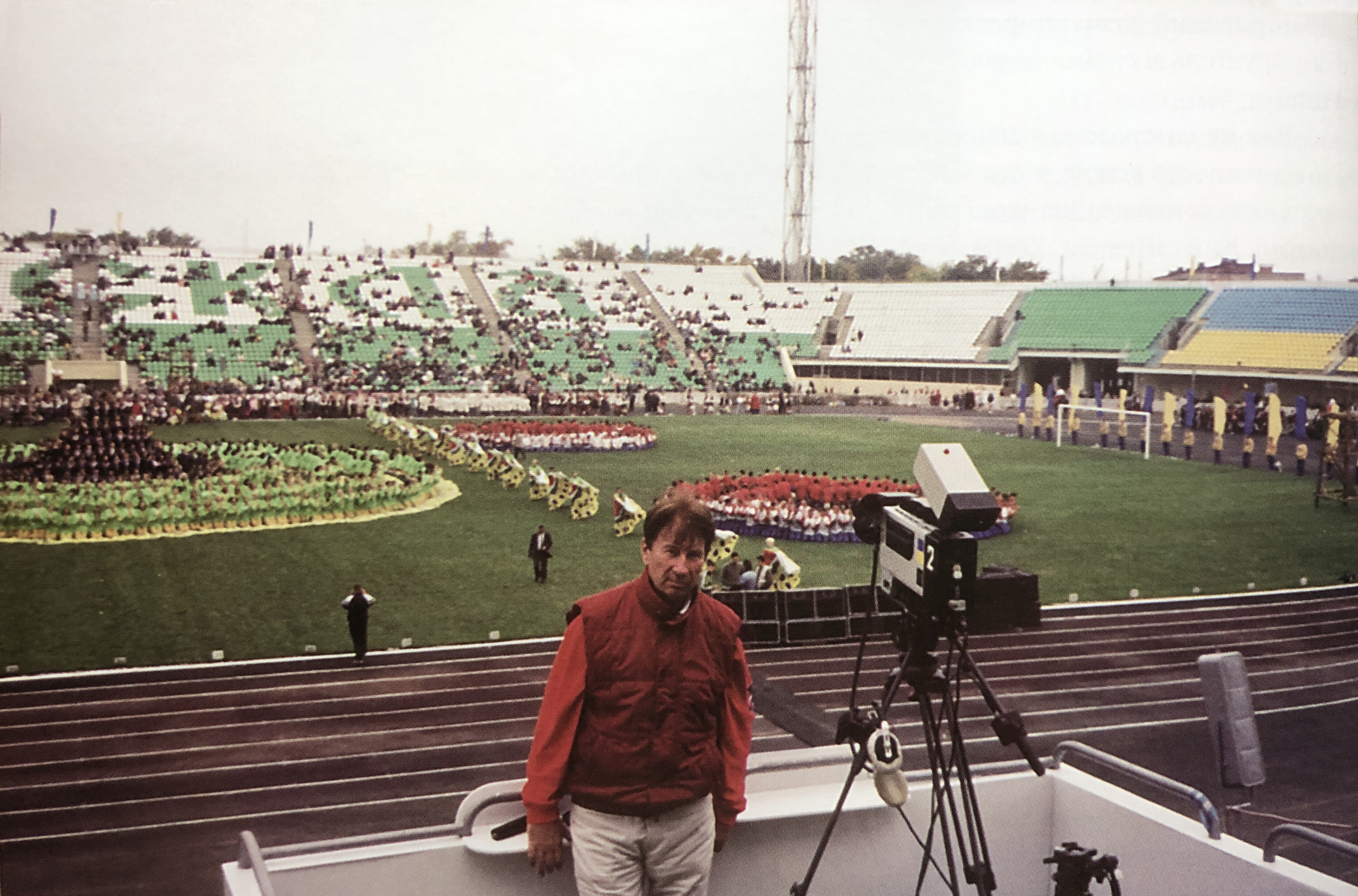
Репетиція свята «1100 років Полтаві» на стадіоні «Ворскла»
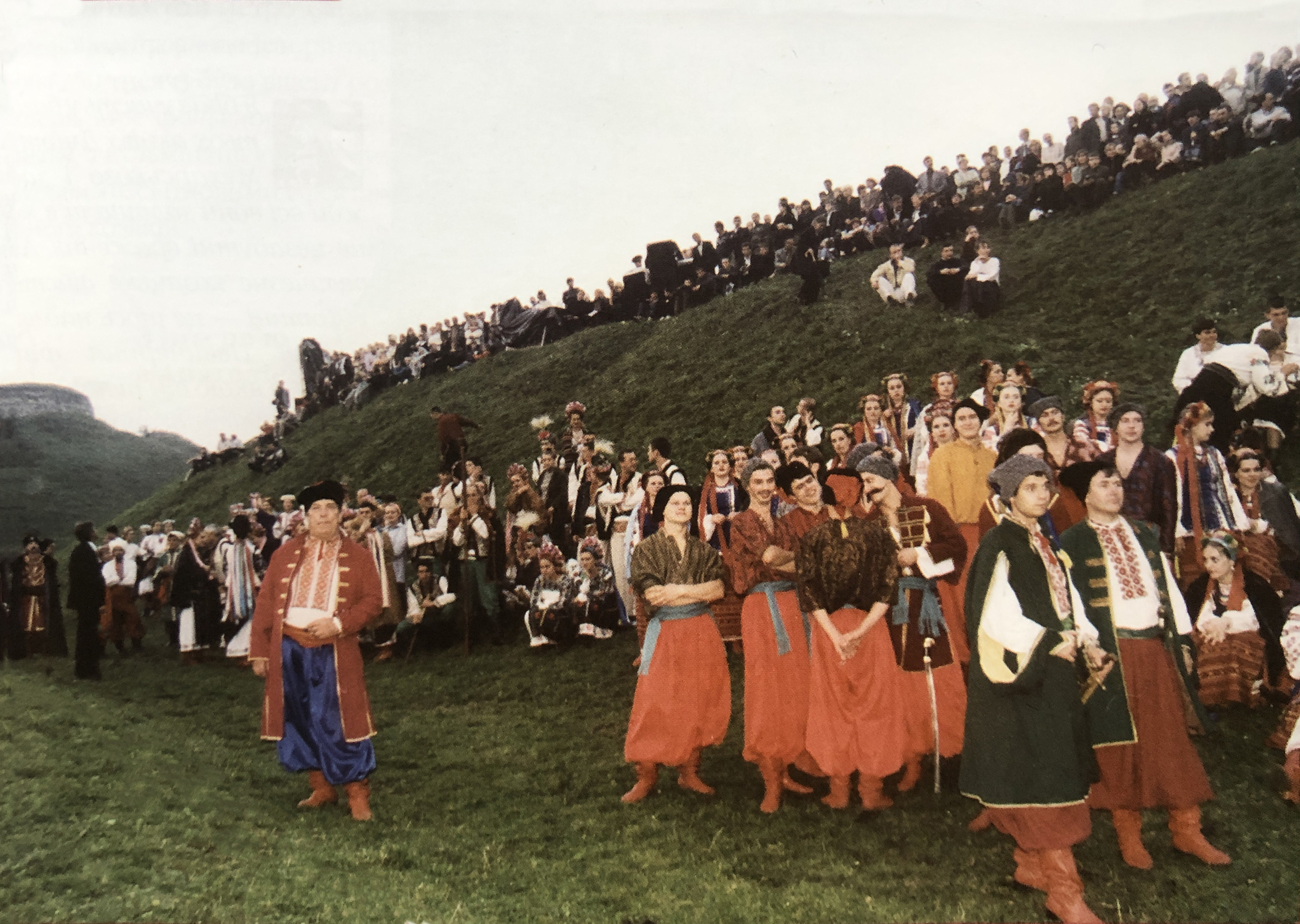
Свято «1000 років м. Хотин», 2002
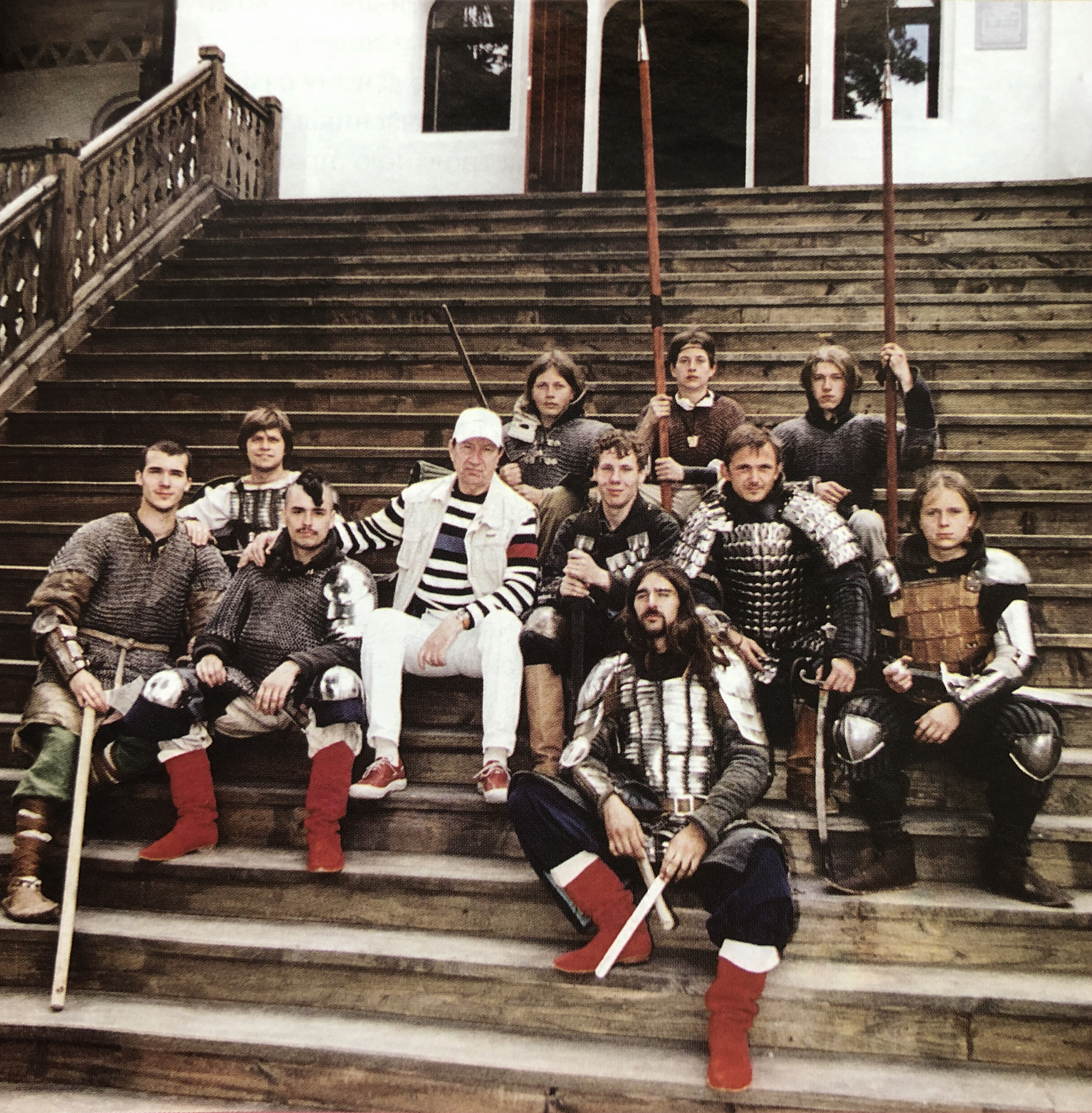
Дмитро Мухарський із групою каскадерів, Новгород-Сіверський
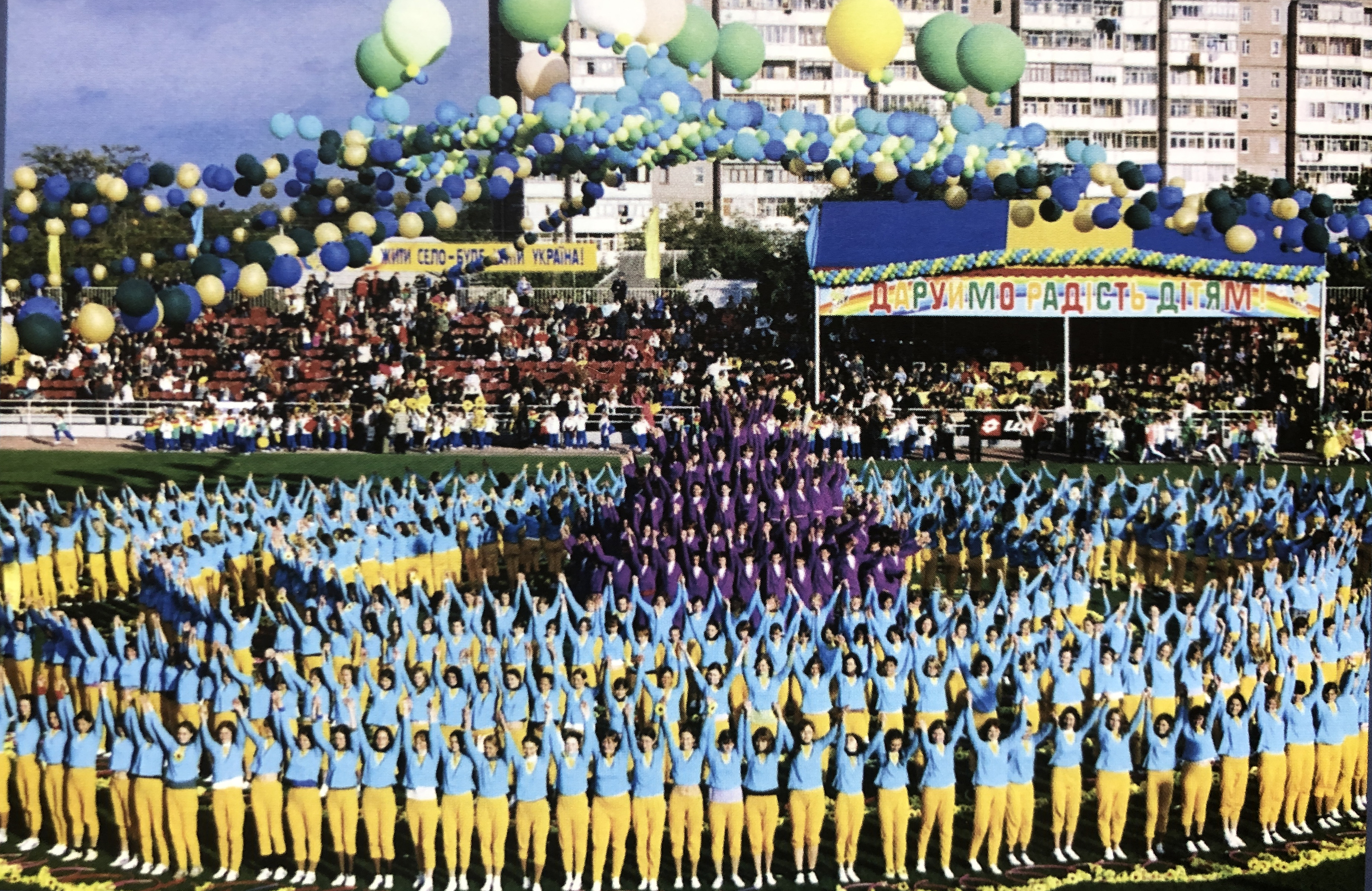
Свято з нагоди 55-річчя фізкультурно-спортивного товариства «Колос» АПК України
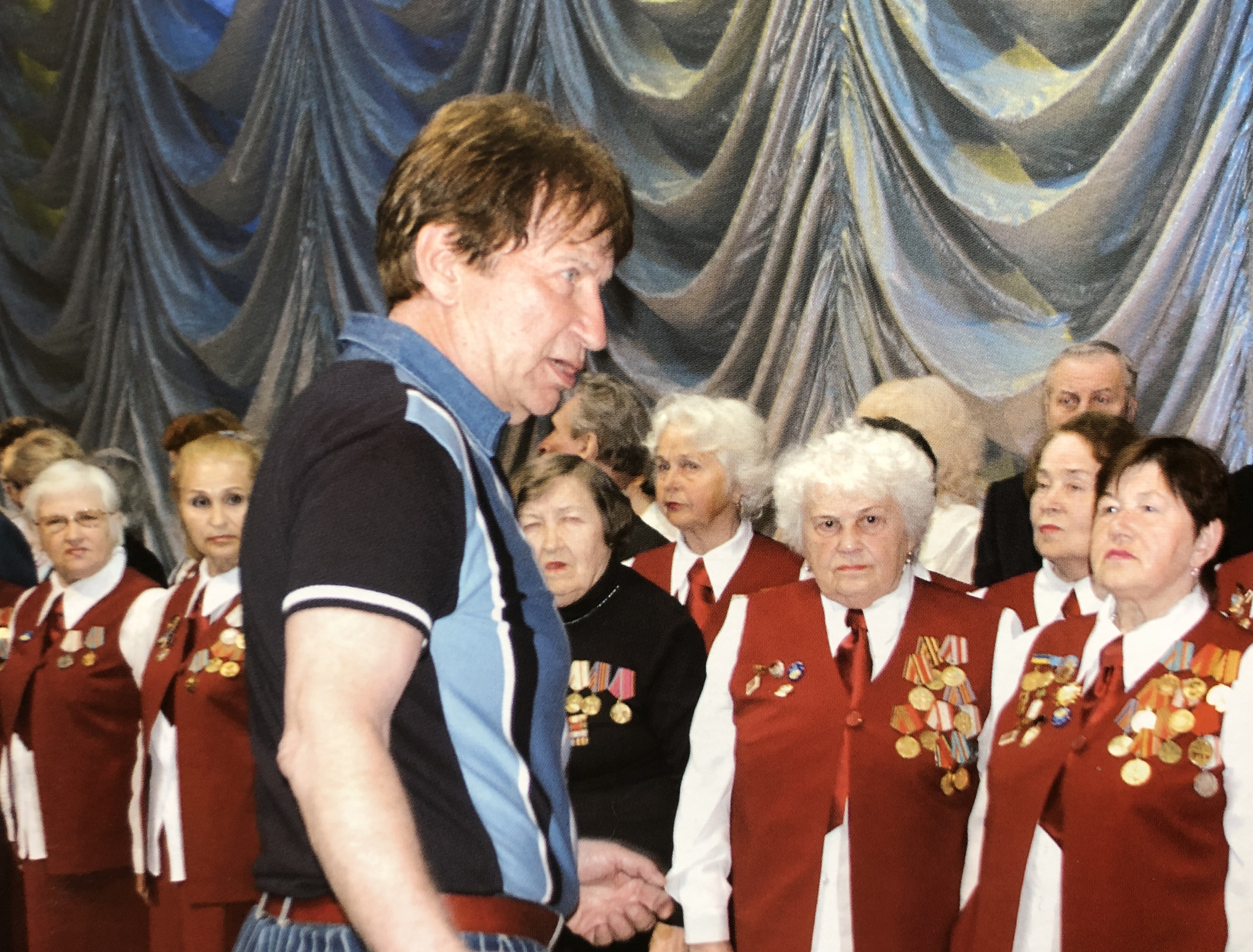
Репетиція урочистого концерту на честь 60-ї річниці Дня Перемоги. Національний палац «Україна». Хор ветеранів, 2005
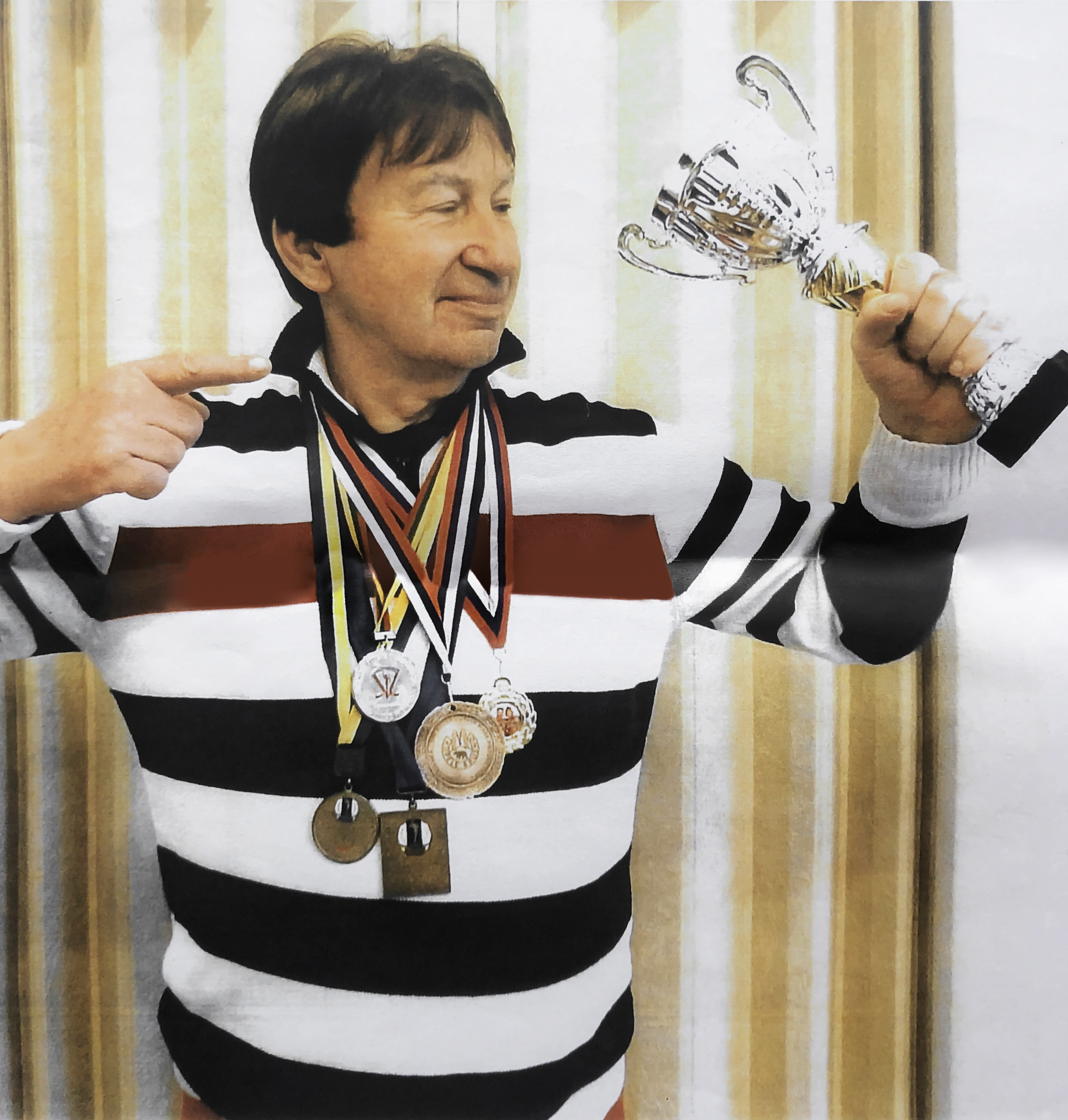
Дмитро Мухарський з нагородами. Бронзова медаль та кубок (ІІІ-місце) отримані на Чемпіонаті світу з бодібілдингу у місті Відень, Австрія. 3 листопада 2011 р.